# Étienne-François Dralet
Étienne-François Dralet est un administrateur et un forestier français, né le 13 janvier 1760 à Neufchâteau (Vosges) et mort le 21 décembre 1844 à Toulouse (Haute-Garonne).

## Biographie
Fils d’un arpenteur forestier, Étienne-François Dralet fréquenta le collège de sa ville natale avant d’étudier les mathématiques et la jurisprudence à Paris, puis le droit à Pau. Il fut reçu avocat à Auch en 1786, mais il n’exerça pas et géra le domaine de la famille Montesquiou-Fézensac, près d’Auch. Sous la Révolution, ses relations avec Philippe-André-François de Montesquiou-Marsan, comte de Montesquiou le firent incarcérer à Lectoure pour « girondisme » pendant dix mois.
Libéré, Dralet exerça à partir de 1794 diverses fonctions publiques : administrateur du directoire du district d’Auch, chef de bataillon de la garde nationale, juge au tribunal civil du Gers, puis membre du tribunal criminel.
Le 4 ventôse an IX (23 février 1801), il devint conservateur des Eaux et Forêts à Toulouse, une fonction qu’il exerça jusqu’à sa retraite, en 1833. Administrateur avisé et intègre, il s’attacha à rendre à l’État les forêts usurpées par des particuliers ou des communes et à rétablir une ressource très dégradée pendant la Révolution.
Darlet publia de 1812 à 1824 une série de « Traités » dans lesquels il se montre partisan et premier théoricien du traitement en futaie jardinée des forêts, se déclarant ainsi adversaire des nouvelles méthodes d’aménagement en futaie régulière prônées par Friedrich August Ludwig von Burgsdorff (de) et de Georg Ludwig Hartig de l’école allemande.
En écrivant dans son Traité du hêtre de 1824, « Aidez la nature en l’imitant, et elle récompensera promptement vos moindres soins », Dralet semble avoir été le premier auteur, bien avant Adolphe Parade (1837), d’une grande idée : « Imiter la nature et hâtez son œuvre » qui devait inspirer ensuite toute la sylviculture française.

## Œuvre écrite
L’œuvre écrite de Dralet est considérable, à la fois comme économiste rural et comme écrivain scientifique et forestier. Outre de nombreux articles, il publia notamment :
- L'Art du taupier, ou Méthode amusante et infaillible de prendre les taupes, Paris, Audot, 1880, 17e éd. (1re éd. an VI), 116 p. (lire en ligne).
- Plan détaillé de topographie suivi de la topographie du département du Gers, Paris, an IX.
- Traité des délits, des peines et des procédures en matière d’eaux et forêts, Paris, 1807.
- Traité de l'aménagement des bois et forêts, Toulouse, 1807, 104 p.
- Traité du régime forestier, Paris, 1812.
- Description des Pyrénées, considérées principalement sous les rapports de la géologie, de l’économie politique, rurale et forestière, de l’industrie et du commerce, Paris, 1813.

« La Description des Pyrénées est le premier ouvrage consacré à l'ensemble de la chaîne des Pyrénées. Dralet connaissait bien les Pyrénées pour les avoir parcourues en tous sens comme conservateur des Forêts et il avait une connaissance approfondie de tout ce qui avait été publié sur le sujet. Il s'agit donc d'une synthèse des connaissances à l'époque de Premier Empire sur l'histoire naturelle, les populations, les activités économiques et, bien sûr, les questions forestières. Il comporte aussi un guide des Pyrénées centrales avec le récit de l'ascension du couloir de Tuquerouye en compagnie de Ramond de Carbonnières, le 7 septembre 1797. »

- Traité des forêts d’arbres résineux et des terrains adjacens sur les montagnes de France, Toulouse, 1820.
- Traité du hêtre : et de son aménagement comparé à celui du chêne et des arbres résineux, Toulouse, J.-M. Douladoure, 1824, 156 p. (lire en ligne)

## Sources
- Florentin Ducos, « Éloge de M. Dralet, prononcé dans la séance publique de l'Académie, du 8 juin 1845 », Recueil de l'Académie des Jeux floraux, Toulouse, 1846, p. 101-116.
- Henry de Coincy, « Dralet, sa vie et ses travaux », Revue des Eaux et Forêts, décembre 1925, pp. 549-564, [lire en ligne].
- Étienne-François Dralet, Description des Pyrénées, considérées principalement sous les rapports de la géologie, de l’économie politique, rurale et forestière, de l’industrie et du commerce, Paris, 1813. Réédition, 2006, La Rochelle, Éditions La Découvrance,  (ISBN 9782842654504).